# Titu Maiorescu
Titu Liviu Maiorescu (15 de febrer de 1840, Craiova - 18 de juny de 1917, Bucarest) va ser un crític literari i polític romanès, fundador de Junimea, una societat literària de Romania. Com a crític literari va tenir un important aportament al desenvolupament de la cultura romanesa en la segona meitat del segle xix.
Com a membre del Partit Conservador de Romania, va ser Ministre de Relacions Exteriors entre 1910 i 1914 i Primer Ministre de Romania de 1911 a 1914. Va representar Romania en el Tractat de Bucarest (1913) que va acabar amb la Segona Guerra dels Balcans. Es va oposar a l'ingrés de Romania a la Primera Guerra Mundial, i es va negar a col·laborar amb l'exèrcit alemany després de l'ocupació de Bucarest.